# 本郷座

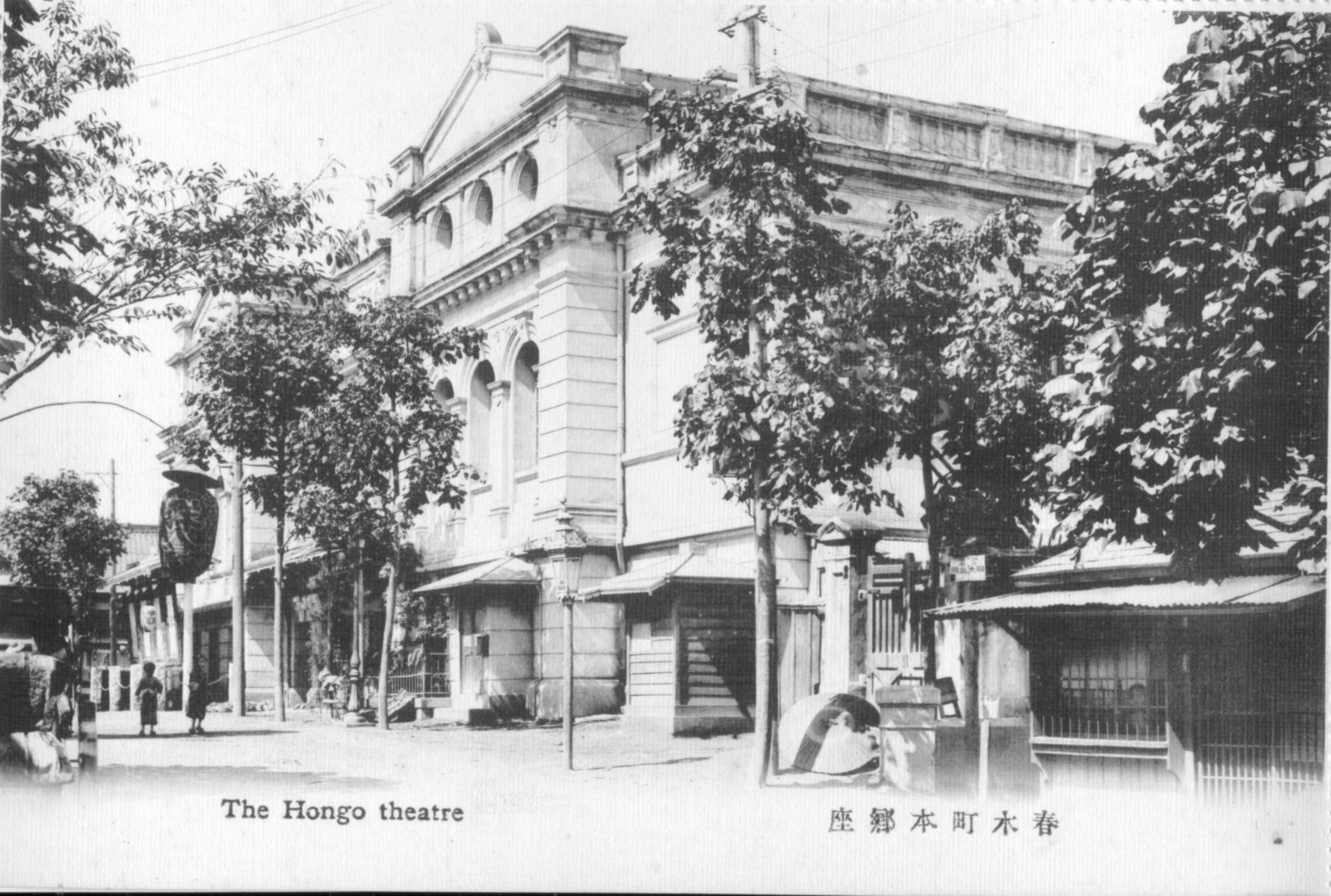
本郷座。1911年（明治44年）発行の絵葉書

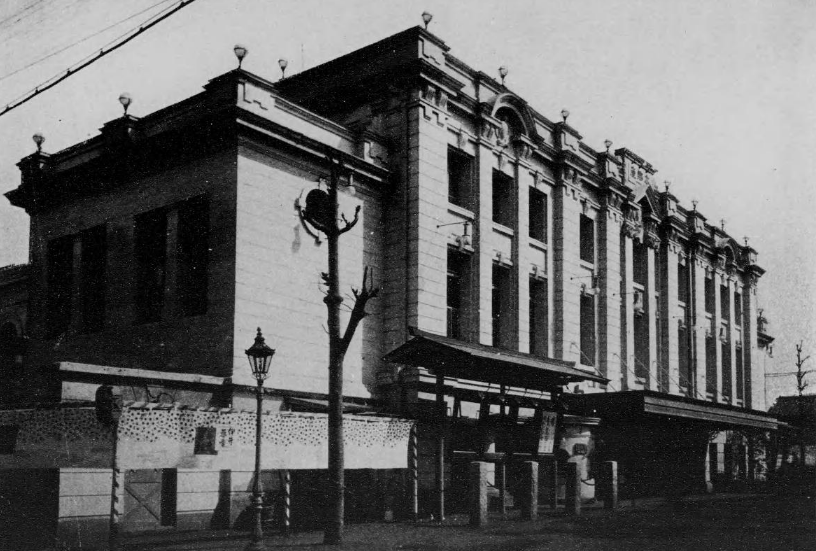
本郷座。1915年（大正4年）頃

本郷座（ほんごうざ）は、現在の東京都文京区本郷3丁目に、明治初期から戦前昭和まであった劇場。はじめ奥田座（おくだざ）、次いで春木座（はるきざ）といった。廻り舞台や花道のある大劇場であり、様々な芸能の画期となる公演を開いた点で歴史に残る。

## 沿革
明治6年（1873年）7月11日、本郷の地主奥田某が本郷区春木町に奥田座を開場、明治9年（1876年）には所在地の名を取って「春木座」と改名した。主に歌舞伎を上演し、明治17年（1884年）頃には、九代目市川團十郎や五代目尾上菊五郎らが出演して活況を呈した。明治18年（1885年）5月2日からは三田村熊吉の鳥熊芝居を上演した。三田村は入場料を安くし（7分通りは1人6銭）、観客サービスにつとめ好評を博し、他の歌舞伎を圧倒し、明治19年3月まで興行し、大阪に去った。明治23年（1890年）に本郷大火で類焼、翌年新築開場したが、明治31年（1898年）にまた類焼、その翌年に再築開場している。
明治35年（1902年）には区名を採って「本郷座」と改称した。これ以後は新派の川上音二郎一座の『ハムレット』などが盛況を極め、新派全盛の原動力となった。下町と山の手を結びつける立地の良さ、観客の多くに近所に通う学生層をつかみ、明治後期には東京の6大劇場の一つに数えられる程に繁栄する。新派に宗旨変えしてから全盛となったことから、「歌舞伎座が旧派の王都であるに対して新派の覇府というべき」劇場と言われた。
当時の客席はまだ全て升席で、その写真が残されている。明治40年（1907年）6月1日、2日には、新派の影響を受けた中国人留学生の演劇団体春柳社が、初の本格公演として『黒奴籲天録』（こくどゆてんろく）を上演、今日ではこれが中国話劇の起点とみなされている。同公演の辻番付（ポスター）が早稲田大学演劇博物館に保存されている。
その直後の6月7日、浪曲師桃中軒雲右衛門の東京凱旋口演が開幕、今まで浪花節になじみの薄かった上中流層を中心に、一ヶ月の大入りとなる。それまで蔑視の対象でありがちであった浪花節語りの地位向上にこの口演は大きく貢献、寄席芸から劇場芸に変貌する端緒となった。

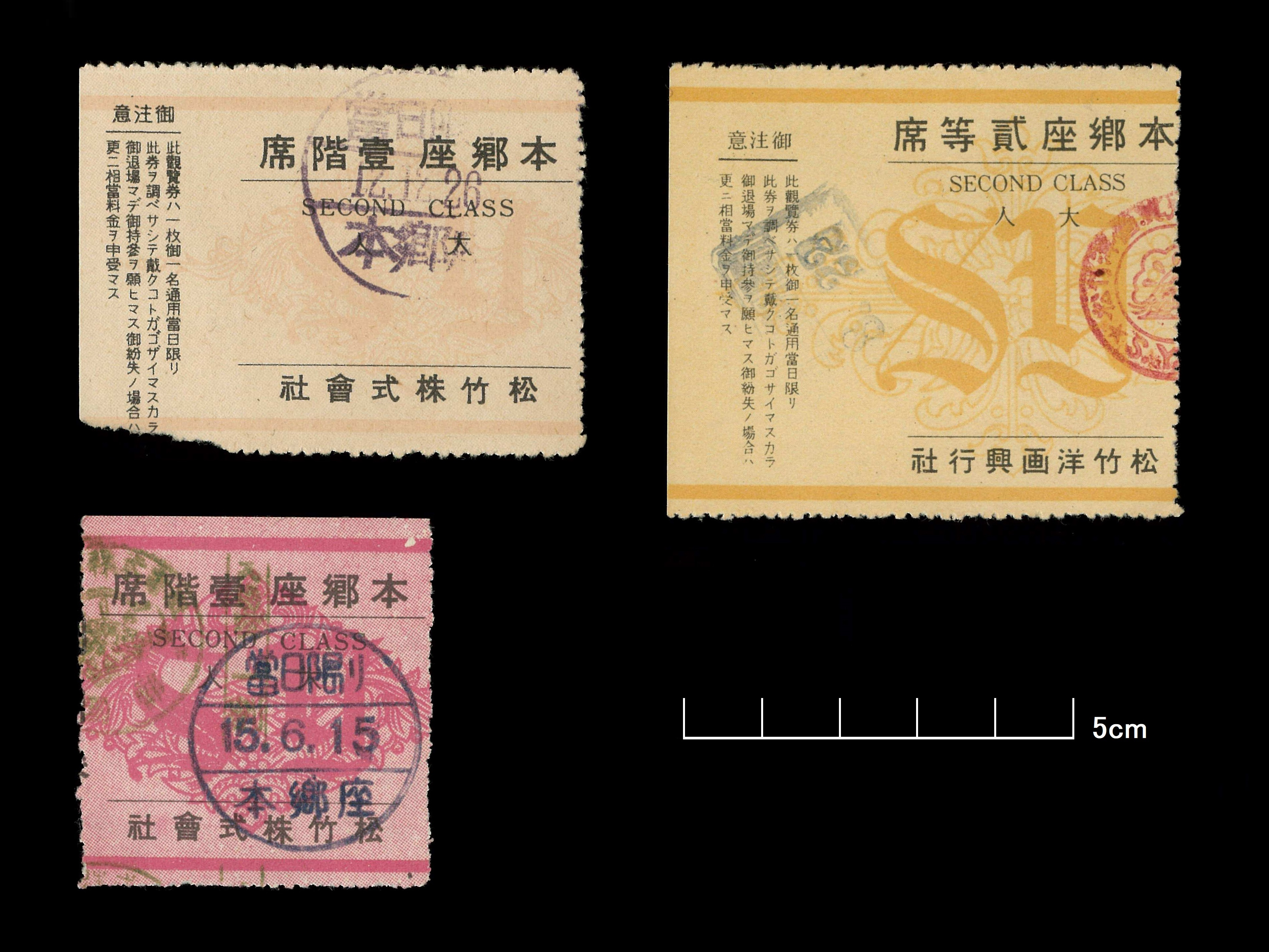
映画館時代の半券（1937年-1940年）

大正期には連鎖劇が盛んに開かれた。大正12年（1923年）の関東大震災で全焼、翌年にはバラックの劇場が再建され、二代目市川左團次一座がここを拠点にして好評を博したが、左團次により明治座が再建されると次第に廃れていった。昭和5年（1930年）からは松竹の映画館となり、第二次世界大戦中の東京大空襲で跡形も無くなった。